# Schaumius
Schaumius är ett släkte av skalbaggar. Schaumius ingår i familjen vivlar.
Kladogram enligt Catalogue of Life:
| Schaumius | \| \| Schaumius lethierryi \| \| \| \| \| \| Schaumius serrator \| \| \| \| \| \| Schaumius vuillefroyi \| \| \| \| |
|           | \| \| Schaumius lethierryi \| \| \| \| \| \| Schaumius serrator \| \| \| \| \| \| Schaumius vuillefroyi \| \| \| \| |
|           | Schaumius lethierryi                                                                                                |
|           | |
|           | Schaumius serrator                                                                                                  |
|           | |
|           | Schaumius vuillefroyi                                                                                               |
|           | |